# 西岡直樹
西岡 直樹（にしおか なおき、1946年8月14日 - ）は、日本のインド・ベンガル研究者、エッセイスト。

## 略歴
宮崎県生まれ。宇都宮大学農学部卒業。1973年から1978年まで、インド・西ベンガル州のシャンティニケトン大学、カルカッタのジャドブブル大学で、ベンガル語を学んだ。その傍らインド北部の村々を回り、少数民族や、民族創世物語、植物に関する著書を刊行。

## 著書
- 『インド花綴り 印度植物誌』正続　木犀社 1988-1991
- 『インドの樹、ベンガルの大地』講談社文庫 1998
- 『インド動物ものがたり 同じ地上に生なすもの』平凡社 2000
- 『インド花綴り 定本』絵と文 木犀社 2002
- 『サラソウジュの木の下で インド植物ものがたり』平凡社 2003
- 『インドどうぶつ奇譚 空飛ぶ象』八坂書房 2010
- 『花みちくさ 身近な植物をめぐる210話』平凡社 2012
- 『サンタルのもりのおおきなき』文・構成 福音館書店 2014
- 『とっておき インド花綴り』絵と文 木犀社 2020
- 『かぼちゃでゴロゴロ』採録・再話 福音館書店 2023

### 共著
- 『アジア大バザール』神田憲行,下川裕治,浜なつ子,素樹文生共著 2000 (講談社文庫)

### 翻訳
- 『インドの昔話』坂田貞二、前田式子、辛島昇共訳 春秋社 1983
- T.C.マジュプリア『ネパール・インドの聖なる植物』八坂書房 1989
- サタジット・レイ『黄金の城塞』石踊紘一絵. くもん出版 1991
- サタジット・レイ『消えた象神』山本明比古絵. くもん出版 1993
- 『ふしぎな国のふしぎなミルク インド・ベンガル地方の昔話』再話, 西岡由利子絵. フジタヴァンテ 1996
- レザ・ラバサニ 文・絵『夢みるこどもたち イラン』 (かたつむり文庫) 蝸牛新社 2000